# Renata Viti Cavaliere
Renata Viti Cavaliere (Napoli, 5 aprile 1946) è una filosofa italiana.

## Biografia
Allieva di Raffaello Franchini, ha studiato a Napoli e si è formata nell'ambito della tradizione storicistica di ispirazione crociana. Borsista a Parigi nel'69, ha tenuto esercitazioni didattiche presso l'Istituto “Suor Orsola Benincasa” di Napoli, ed è stata ricercatrice nell'Università di Napoli Federico II, dove ha svolto per la maggior parte la sua carriera accademica. Professore ordinario di Filosofia teoretica, ha insegnato a lungo nell'ateneo federiciano, nel quale ha ricoperto anche ruoli gestionali e di governo come membro del consiglio di amministrazione e presidente dei corsi di laurea triennale e magistrale in Filosofia. Ha diretto per un triennio (2006-2009) il Master interuniversitario di II livello (Napoli Federico II, Pisa e Cagliari) in "Consulenza filosofica". 
Studiosa del pensiero di Heidegger, ha tradotto per la prima volta la conferenza Der Satz vom Grund in appendice al volume, Il Gran principio. Heidegger e Leibniz, uscito a Napoli nel 1989. In seguito ha orientato prevalentemente i suoi interessi sulla filosofia classica tedesca (Leibniz e Kant) e sulla linea idealistica del pensiero italiano da Croce a De Martino, da Carlo Antoni a Luigi Scaravelli, a Raffaello Franchini. 
È tra i principali interpreti in Italia del pensiero politico di Hannah Arendt, alla quale ha dedicato un libro e numerosi saggi. 
Socio ordinario residente dell'Accademia di Scienze morali e politiche della Società Nazionale di Scienze, Lettere e Arti, in Napoli, è altresì componente del comitato direttivo dell'Istituto nazionale di studi crociani di Pescara.
Dirige la collana di filosofia teoretica Criterio presso La scuola di Pitagora editrice in Napoli, e co-dirige la collana di studi filosofici Vita nova con l'editore Le Lettere di Firenze. 
Premio del Ministero della Cultura nel 1983 per il volume Filosofia del gioco, ha supervisionato il progetto scientifico del Lessico crociano, pubblicato a Napoli a cura di Rosalia Peluso nel 2016. Ḕ autrice di importanti saggi scientifici e collabora attivamente a periodici italiani e internazionali.

## Pensiero
I primi studi di Renata Viti Cavaliere sul pensiero di Heidegger si sono caratterizzati, sin dal volume del 1979 Heidegger e la storia della filosofia, e successivamente nel libro dell'89 su Il gran principio. Heidegger e Leibniz, per la scelta di temi all'apparenza marginali nell'opera del pensatore tedesco rispetto alle più frequentate analisi intorno all'esistenza e all'Ereignis come destino dell'Essere. Si trattò di indagare l'ambiguo rapporto di Heidegger con la metafisica antica e moderna, tra annunci di Destruktion e originali riappropriazioni dei classici del pensiero. Nel principio leibniziano di ragion sufficiente egli lesse infatti sia il fondamento ultimo della ragione calcolante sia la suggestione del tragico equilibrio del gioco dell'Essere. Nella Filosofia del gioco del 1983, Viti Cavaliere mirava proprio a cogliere nel concetto filosofico di "gioco" l'unità di regola e libertà, di matematica e musica, di storia ed eternità, nella forma sferica del mondo in cui i mortali, giocati e giocatori al tempo stesso, hanno comunque la chance di scommettere sul possibile. L'immagine del tempo umano come il gioco ripetitivo e nuovo di un bambino ricorre nelle filosofie di ogni tempo, in Eraclito e  Nietzsche, in Kant, Heidegger e Fink, fino ai giochi linguistici di  Wittgenstein.
Il lavoro scientifico di Renata Viti Cavaliere muta sensibilmente negli anni ottanta e novanta passando dalla heideggeriana Seinsfrage a una vera e propria Urteilsfrage, vale a dire alla "questione del giudizio" nella prosecuzione del progetto teoretico del suo maestro Franchini. La pensatrice ne studia i "germi" fin dentro il cuore della logica arcaica, spingendosi oltre Croce, negli sviluppi nell'ermeneutica, nella fenomenologia, nel post-strutturalismo (Il giudizio e la regola, 1997, e nel 2009 il volume sul Giudizio parola chiave della filosofia). Giudicare nella storia richiede il congedo dalla pura formulistica logica e dalla pretesa di narrazioni globali, in modo che alla pratica del giudizio sia affidato il compito etico della filosofia, tra principi trascendentali e convenzioni empiriche. La centralità del giudizio storico-politico ha avuto peraltro il compito di colmare lo scarto tra l'emotivismo sempre più di moda e il mero raziocinio dell'intelletto astratto.
Due le monografie a partire dal 2000 su temi crociani e sui "confronti" che il filosofo stabilì con pensatori solitamente ritenuti da lui distanti come Giordano Bruno, l'illuminista Kant, l'irrazionalista Nietzsche. Croce "cospirò" invece profondamente con i grandi della tradizione e, in rapporto ai contemporanei, amici sodali e colleghi di pensiero, tenne sempre un atteggiamento franco tra espliciti dissensi e talvolta latenti corrispondenze (Saggi su Croce. Riconsiderazioni e confronti, 2002). In Croce Renata Viti Cavaliere recuperava il senso di uno storicismo umanistico e liberale, il nesso di storia e umanità, la misura umana del mondo in movimento (Storia e umanità, 2006), sottraendo il massimo filosofo italiano del Novecento al giogo dei pregiudizi, crociani e anticrociani, per immetterlo nel fluire della cultura del nuovo millennio.
Importante e teoreticamente assai fecondo l'incontro con il pensiero politico di Hannah Arendt alla quale è dedicato il volume Critica della vita intima. Soggettività e giudizio in Hannah Arendt del 2005. Il tema della vita condivisa nel discorso e nell'azione rende il soggetto individuale responsabile all'esterno nella sfera pubblica senza l'esibizione di scavi intimistici o meramente introspettivi. L'autoesame socratico riguarda assai più le capacità della mente che non l'incomunicabile della vita vissuta nel brulichio dei sentimenti. L'"insidiosa questione della volontà", inoltre, organo spirituale del futuro, apriva alla centralità del principio di nascita e alla contingenza del futuro. Non è un caso che i successivi studi di Renata Viti Cavaliere abbiano riguardato il tema della "nascita" in filosofia (Birth, 2016) e la coscienza del futuro (Saggi sul futuro. La storia come possibilità, 2015).
Giudizio, nascita e futuro costituiscono la triade tematica della sua riflessione teoretica nell'arco di alcuni decenni; essa nomina l'autonomia del pensare, la spontaneità dell'umano che è inizio, l'esigenza di un "terzo tempo" nella forma della ricerca di una stella polare del pensiero nel suo orientamento terreno come via di fuga da orizzonti ristretti.

## Opere
- Heidegger e la storia della filosofia, Giannini, Napoli 1979
- Filosofia del gioco, S.E.N., Napoli 1983
- Il Gran principio. Heidegger e Leibniz, Loffredo, Napoli 1989
- Il giudizio e la regola. Saggi e riflessioni, Loffredo, Napoli 1997.
- Saggi su Croce. Riconsiderazioni e confronti, Luciano editore, Napoli 2002
- Critica della vita intima. Soggettività e giudizio in Hannah Arendt, Guida, Napoli 2005
- Storia e Umanità. Note e discussioni crociane, Loffredo, Napoli 2006
- Giudizio, Guida, Napoli 2009
- Saggi sul futuro. La storia come possibilità, Le Lettere, Firenze 2015
- Birth, Mimesis International, Milan 2016 (in lingua inglese)